# Fabiano (football, 1988)
Pour les articles homonymes, voir Fabiano.
Fabiano Ribeiro de Freitas, plus communément appelé Fabiano, est un footballeur brésilien né le 29 février 1988 à Mundo Novo. Il évolue au poste de gardien de but.

## Carrière
- 2007-2011 :  São Paulo FC
- 2009 :  Toledo Work (prêté par São Paulo)
- 2010 :  EC Santo André (prêté par São Paulo)
- 2010 :  América FC (Natal) (prêté par São Paulo)
- 2011-2012 :  SC Olhanense
- depuis 2012 :  FC Porto[1],[2],[3]

## Palmarès
Avec São Paulo :
- Champion du Brésil en 2007

Avec le FC Porto :
- Champion du Portugal en 2013